# Pàtxuli
El pàtxuli  o patxouli (Pogostemon cablin) és una espècie de planta del gènere pogostemon dins la família de les labiades. És un arbust herbaci de fins a 75 cm d'alt. Les flors les fa a finals de tardor, són petites, blanques, rosades, creix a mitja ombra. És nativa de l'Àsia tropical i es conrea a la Xina, l'Índia, Tailàndia, Indonèsia, Malàisia, Illes Maurici, Filipines, Àfrica occidental i Vietnam. La paraula patchouli deriva del tàmil patchai i significa fulla verda.

## Usos
Les fulles serveixen per extreure'n l'oli essencial per destil·lació al vapor. Es cultiven també sota el nom de pàtxulii les espècies P. commosum, P. hortensis, P. heyneasus i P. plectranthoides, però Pogostemon cablin és considerat superior. El pàtxuli té un fort perfum i s'ha usat amb aquest propòsit durant segles. El perfum s'utilitza a les tovalloletes de paper, detergents de rentar roba i ambientadors perfumats de cases. Dos components importants són el patxulol i el norpatxulenol. Tradicionalment s'ha fet servir en països com Japó i Malàisia com antídot del verí de les serps. També tradicionalment s'ha utilitzat com planta relaxant i incens. En la medicina tradicional xinesa es fa servir contra el maldecap, el refredat, nàusea, diarrea i el dolor abdominal. A occident també es fa servir en aromateràpia.